# Juan Carlos Galaverna
Juan Carlos Román Galaverna Delvalle (Ypacaraí, 18 de noviembre de 1949), también conocido como Kalé, es un político y empresario paraguayo que fue diputado nacional de 1989 a 1993 y senador nacional de 1993 a 2023, por el Partido Colorado. Su carrera política es una de las más longevas e influyentes del país.
Nacido en Ypacaraí, Galaverna participó en la política desde joven, llegando a ocupar cargos municipales durante la dictadura de Alfredo Stroessner, hasta que terminó convirtiéndose en opositor a esta como parte del Movimiento Popular Colorado. Tras un tiempo en el exilio, Galaverna volvió al país poco antes de la caída de la dictadura, iniciando así su carrera política en democracia. Su habilidad en la oratoria lo llevó a convertirse en un caudillo, capaz de mover grandes masas coloradas y así convertirse en un aliado clave para cualquier político que busque liderar el partido. A través de sus tres décadas como senador fue tanto aliado como enemigo de figuras como Luis María Argaña, Juan Carlos Wasmosy, Lino Oviedo, Nicanor Duarte Frutos, Luis Alberto Castiglioni, Horacio Cartes y Mario Abdo.
Actualmente, Galaverna se ha retirado de la función pública, pero sigue en la política como vicepresidente del Partido Colorado y además conduce el programa televisivo MbaraKalé.

## Primeros años, formación y familia

### Familia, matrimonio e hijos
Juan Carlos Román Galaverna Delvalle nació el 18 de noviembre de 1949 en Ypacaraí. Está casado con Alba Yolanda Ortega Gianotti y es padre de cinco hijos: Julio Alberto, Juan Carlos Luis «Nano», Jorge Emilio, Sergio Humberto Yamil y Juan José. Su hijo Nano, es también político y miembro del Partido Colorado, desempeñándose como senador desde el 15 de agosto de 2023, tras reemplazar a Carlos Giménez, quien asumió como ministro de Agricultura. Anteriormente, fue diputado entre 2018 y 2023, ocupando el cargo después de la renuncia de José María Ibáñez por el caso de los «caseros de oro».

### Educación
Estudió cooperativismo y política de desarrollo.

## Trayectoria política
A lo largo de su carrera política, Galaverna ha ocupado cargos en diversos niveles: local, departamental y nacional. Su afiliación política se encuentra en la Asociación Nacional Republicana (Partido Colorado).
Entre los cargos que ha desempeñado: vicepresidente de la Junta de Gobierno del Partido Colorado, en Ypacaraí ha sido intendente municipal, concejal municipal y presidente de la Junta Municipal. Ha sido diputado, vicepresidente de la Cámara de Senadores en tres períodos y presidente de la Cámara de Senadores. Durante los periodos comprendidos entre marzo de 1999 y junio de 2000, así como en el período 2002-2003, ocupó la presidencia del Congreso. Ha ejercido el cargo de viceministro del Interior.
Galaverna tuvo participación durante el período de transición y caída del régimen de Alfredo Stroessner. En ese tiempo, siendo miembro del Movimiento Popular Colorado (MOPOCO), enfrentó persecución por parte del régimen. Como consecuencia, Galaverna se vio en la necesidad de buscar refugio en Argentina, acompañado de Waldino Ramón Lovera, Mario Mallorquín, Alejandro Stumpfs y Miguel Ángel González Casabianca.
El 8 de noviembre de 2021, Galaverna hizo público su decisión de no presentarse nuevamente a cargos electivos en el futuro.

## Televisión
Tras su retiro de las contiendas electorales en 2023, el 17 de marzo de 2024 debutó como conductor televisivo con su programa denominado MbaraKalé, el cual se transmite por la señal de Mega TV y simultáneamente por Radio 1º de Marzo.

## Controversias
En enero de 2008, Juan Carlos Galaverna admitió haber cometido fraude en las elecciones internas del Partido Colorado en diciembre de 1992, con el propósito de evitar la victoria de Luis María Argaña. Sin embargo, en julio de 2008, un juez decidió no procesar a Galaverna por este acto, ya que el delito había prescrito dos años después de su comisión, es decir, en diciembre de 1994. Esta decisión judicial se basó en el plazo de prescripción establecido por la ley, lo que impidió que se llevaran a cabo acciones legales en relación con el fraude electoral admitido por Galaverna.
Galaverna ha sido vinculado como uno de los presuntos instigadores del vaciamiento del Banco Nacional de Trabajadores (BNT) en Paraguay. Su nombre ha sido mencionado junto al de Edgar Cataldi, quien fue procesado por su participación en este hecho y falleció mientras estaba prófugo de la justicia. Según informes de la Contraloría, se ha reportado que Galaverna no justificó correctamente más de ₲ 1000 millones en el periodo comprendido entre 1993 y los años subsiguientes.